# Allègre
Allègre là một xã thuộc tỉnh Haute-Loire nam trung bộ nước Pháp. Xã Allègre nằm ở khu vực có độ cao trung bình 1050 mét trên mực nước biển.

## Dân số
| Năm | 1962 | 1968 | 1975 | 1982 | 1990 | 1999 |
| --- | ---- | ---- | ---- | ---- | ---- | ---- |
| Dân số | 1487 | 1512 | 1459 | 1313 | 1176 | 1007 |
| From the year 1962 on: No double counting—residents of multiple communes (e.g. students and military personnel) are counted only once. |      |      |      |      |      |      |

## Nhân vật nổi bật
- Germaine Tillion, sinh ở Allègre.
- Claude Allègre